# والریا بیللو
والریا بیللو (ایتالیایی: Valeria Bilello؛ زادهٔ ۲ مهٔ ۱۹۸۲) بازیگر و مدل اهل ایتالیا است.
از فیلم‌ها یا برنامه‌های تلویزیونی که وی در آن نقش داشته‌است می‌توان به عسل، خانواده خوشبخت، زن‌ها دیوانه‌ام می‌کنند و یک شانس اشاره کرد.